# Snowdon (quartier)
Pour les articles homonymes, voir Snowdon.
Snowdon est un quartier de référence situé dans l'arrondissement Côte-des-Neiges–Notre-Dame-de-Grâce de la ville de Montréal.

## Géographie

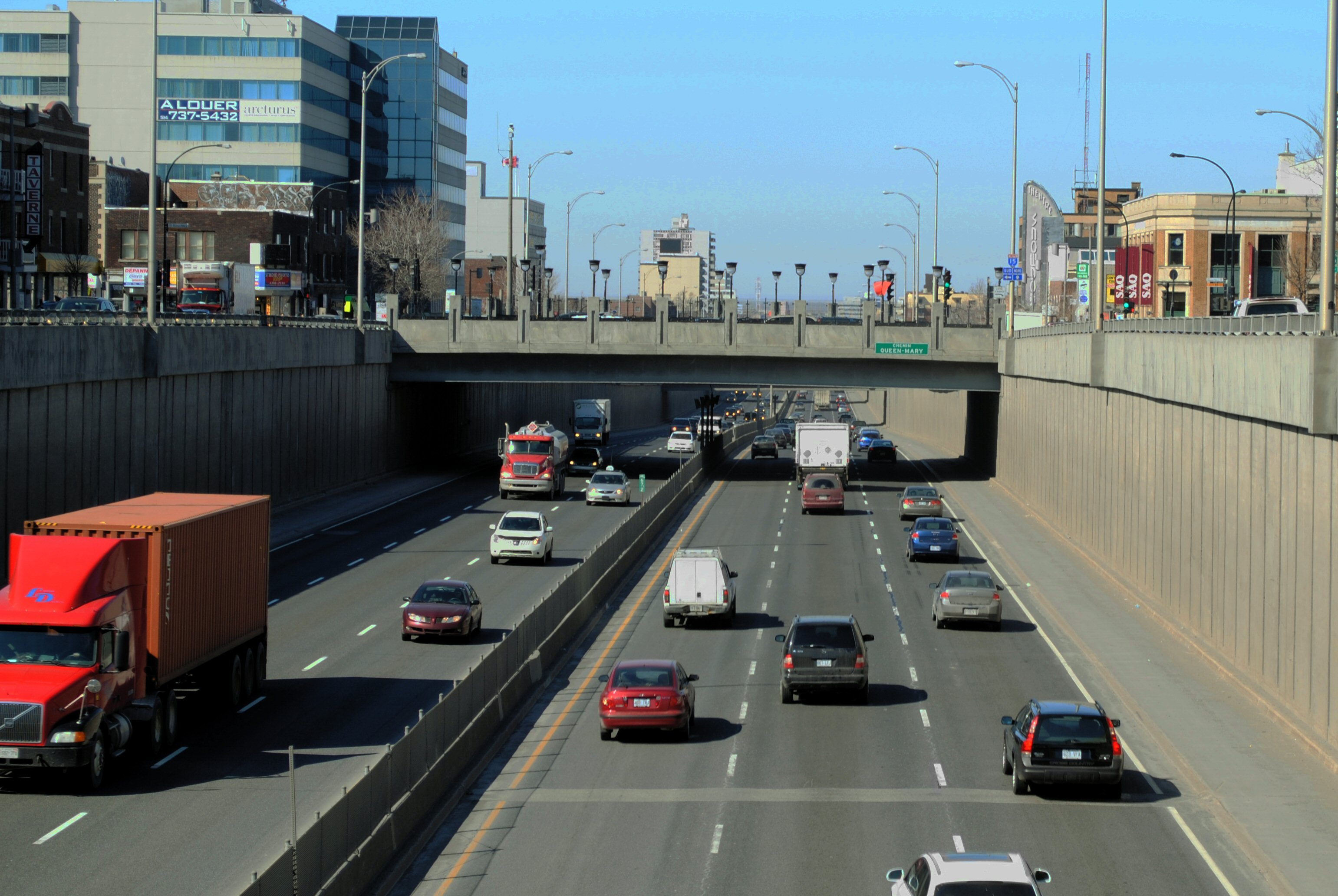
Queen Mary et l'autoroute, 2010

Snowdon est bordé par l'avenue Macdonald (Hampstead) à l'ouest, l'avenue Victoria à l'est, le chemin le la Côte-Saint-Luc au sud et la rue Vézina et les voies ferrées au nord. De plus, l'extrémité nord-ouest borde la ville de Côte Saint-Luc et l'extrémité sud-est borde Westmount. Le quartier est desservi par les stations du métro Snowdon, Côte-Sainte-Catherine et Plamondon.

## Histoire
Le district de Snowdon doit son nom à James Snowdon (1791-1864), un immigrant d'origine écossaise arrivé au Canada en 1819 et qui, en 1824, acheta soixante acres à la famille Hurtubise sur ce qui était alors la périphérie agricole de la ville. En 1887, l'un des fils de Snowdon fait don d'une partie des terres familiales à la Montreal Park and Island Railway afin que l'entreprise puisse développer une zone de ligne de tramway. Pendant cette période, le reste de la ferme Snowdon est subdivisé en lots résidentiels et commerciaux.
Vers 1929, Snowdon commence tout juste à émerger comme une banlieue de classe moyenne. Aux alentours de la Seconde Guerre mondiale, Snowdon devient un centre commercial qui attire les gens de tout l'ouest vers les boutiques du chemin Queen Mary et du boulevard Décarie. Le théâtre Snowdon est construit en 1937. Il est rejoint en 1947 par un grand magasin Reitman's au coin des rues Queen Mary et Décarie.
En 1967, l'autoroute Décarie divise le secteur Snowdon au milieu, le long du tracé du boulevard du même nom, modifiant à jamais le quartier.

## Communauté juive

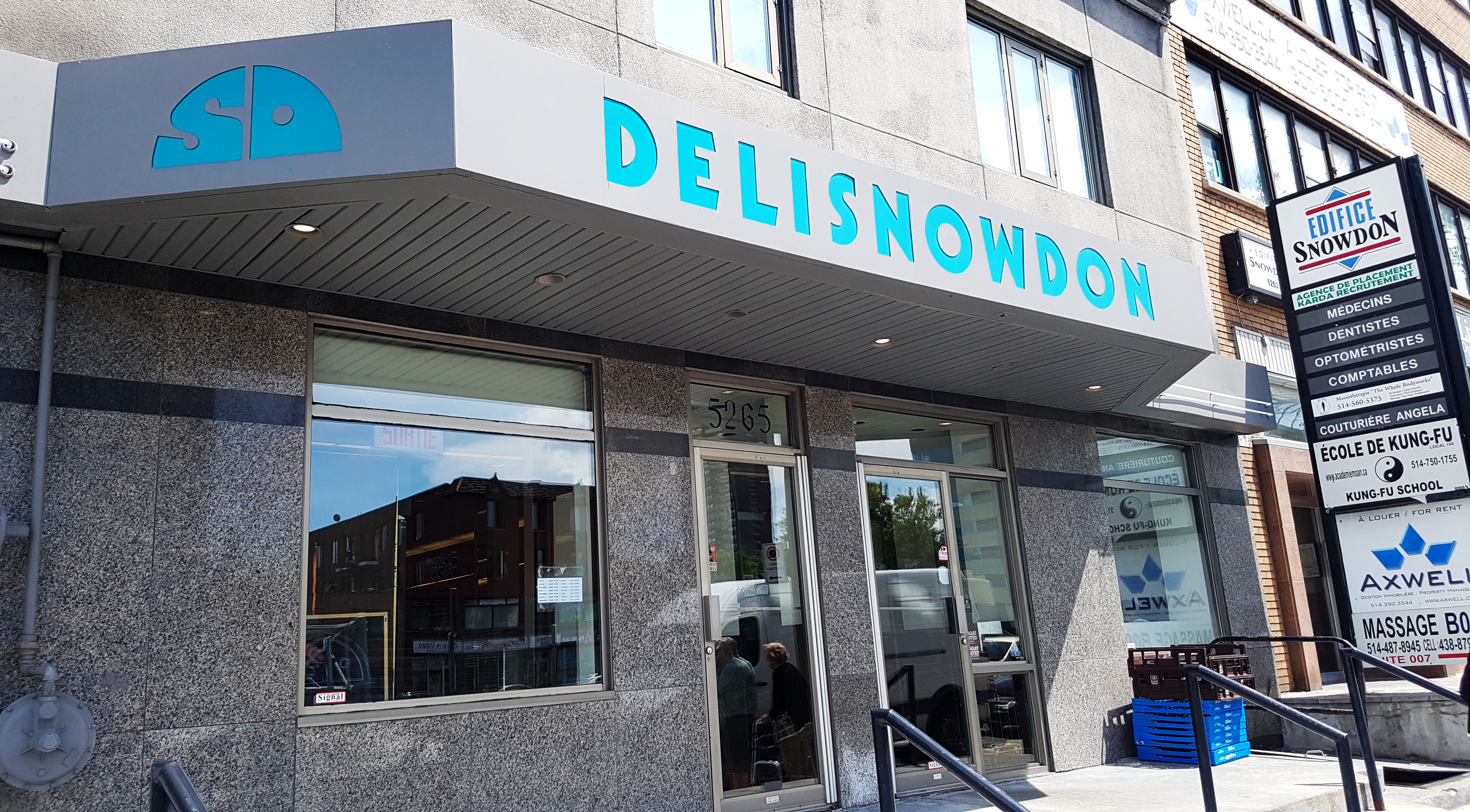
Le Deli Snowdon

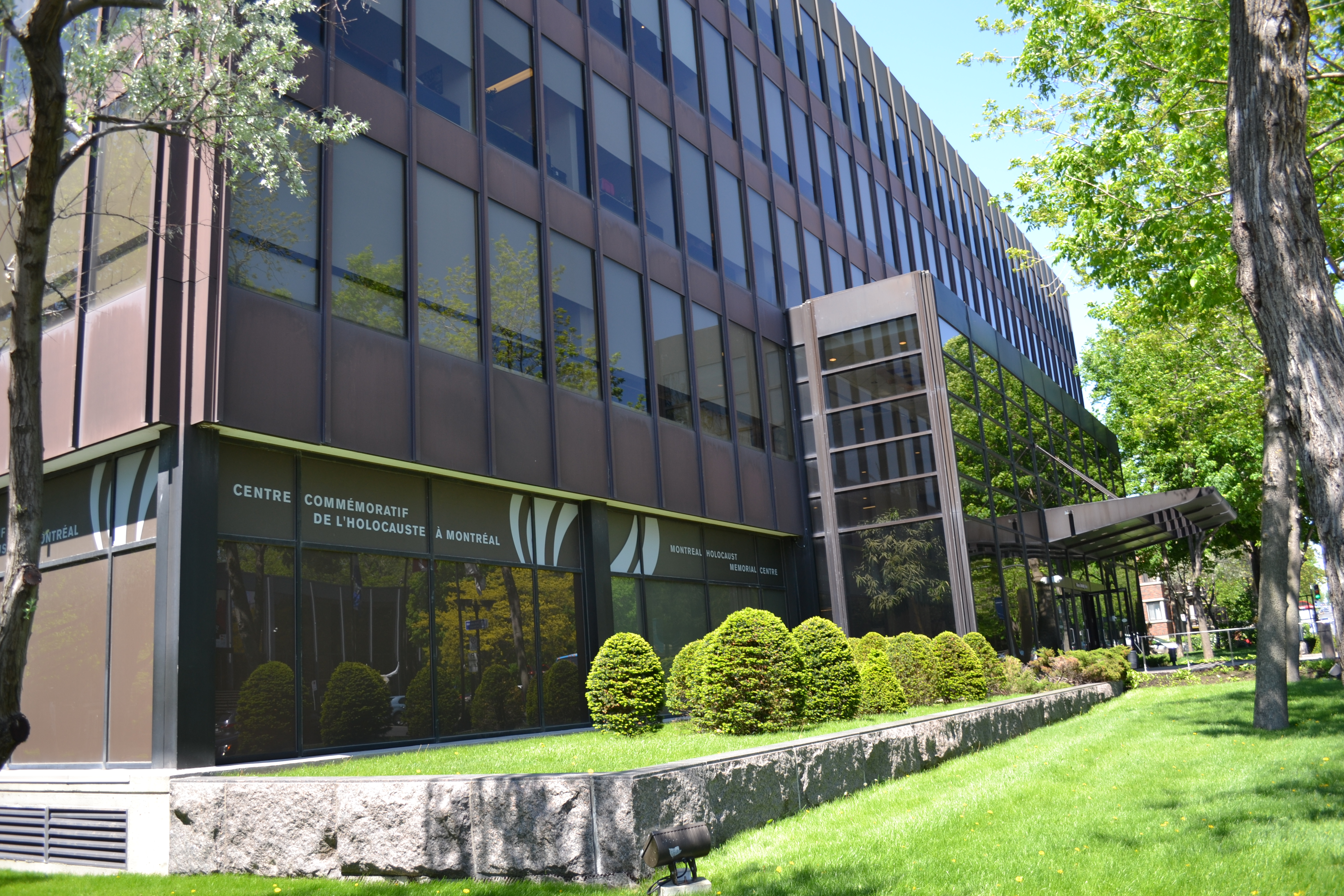
Bâtiment Cummings de la bibliothèque et du musée

Dans les années 1940, il est populaire auprès des familles juives qui s'installent à l'ouest du quartier juif. 
Le delicatessen Snowdon ouvre ses portes en 1946. 
Les Écoles juives populaires déménage à Snowdon en 1955. Les synagogues Shearith Israël et B’nai Jacob arrivent 1947 et 1956, respectivement,. 
La Bibliothèque publique juive, le Centre Segal des arts de la scène, la Fédération CJA, le Musée de l'Holocauste Montréal et la Sylvan Adams YM-YWHA s'installent dans le quartier situé le long du chemin de la Côte-Sainte-Catherine dans les années 1970. 
En 2018, un total de 20 synagogues et congrégations juives sont situées dans le district de Snowdon.